# Giro d'Italia Ciclocross 2020-2021
Navigation
2019-2020 2021-2022
Le Giro d'Italia Ciclocross 2020-2021 a eu lieu d'octobre 2020 à janvier 2021. Il comprend sept manches masculines et féminines.

## Barème
Chaque manche attribue des points aux quinze meilleurs de l'épreuve selon le système suivant.
| Position | 1° | 2° | 3° | 4° | 5° | 6° | 7° | 8° | 9° | 10° | 11° | 12° | 13° | 14° | 15° |
| Points   | 30 | 26 | 22 | 19 | 16 | 13 | 11 | 9  | 7  | 6   | 5   | 4   | 3   | 2   | 1   |

## Hommes élites

### Calendrier et podiums
| # | Date       | Lieu                | Vainqueur          | Deuxième           | Troisième          | Leader du général  |
| - | ---------- | ------------------- | ------------------ | ------------------ | ------------------ | ------------------ |
| 1 | 04/10/2020 | Jesolo              | Jakob Dorigoni     | Cristian Cominelli | Antonio Folcarelli | Jakob Dorigoni     |
| 2 | 11/10/2020 | Corridonia          | Jakob Dorigoni     | Cristian Cominelli | Marco Pavan        | Jakob Dorigoni     |
| 3 | 18/10/2020 | Ladispoli           | Jakob Dorigoni     | Cristian Cominelli | Antonio Folcarelli | Jakob Dorigoni     |
| 4 | 25/10/2020 | Buja - Osoppo       | Marco Pavan        | Filippo Fontana    | Cristian Cominelli | Cristian Cominelli |
| 5 | 01/11/2020 | Gallipoli           | Jakob Dorigoni     | Cristian Cominelli | Antonio Folcarelli | Cristian Cominelli |
| 6 | 13/12/2020 | Ferentino           | Cristian Cominelli | Jakob Dorigoni     | Luciano Rota       | Cristian Cominelli |
| 7 | 06/01/2021 | Sant'Elpidio a Mare | Filippo Fontana    | Jakob Dorigoni     | Nadir Colledani    | Jakob Dorigoni     |

### Classement général[2]
| Pos. | Coureur            | Points |
| ---- | ------------------ | ------ |
| 1    | Jakob Dorigoni     | 172    |
| 2    | Cristian Cominelli | 172    |
| 3    | Marco Pavan        | 111    |
| 4    | Antonio Folcarelli | 97     |
| 5    | Stefano Capponi    | 72     |
| 6    | Federico Ceolin    | 68     |
| 7    | Davide Toneatti    | 59     |
| 8    | Filippo Fontana    | 56     |
| 9    | Samuele Leone      | 47     |
| 10   | Tommaso Bergagna   | 45     |

## Femmes élites

### Calendrier et podiums
| # | Date       | Lieu                | Vainqueur        | Deuxième         | Troisième         | Leader du général |
| - | ---------- | ------------------- | ---------------- | ---------------- | ----------------- | ----------------- |
| 1 | 04/10/2020 | Jesolo              | Sara Casasola    | Gaia Realini     | Francesca Baroni  | Sara Casasola     |
| 2 | 11/10/2020 | Corridonia          | Francesca Baroni | Gaia Realini     | Rebecca Gariboldi | Francesca Baroni  |
| 3 | 18/10/2020 | Ladispoli           | Francesca Baroni | Sara Casasola    | Alessia Bulleri   | Francesca Baroni  |
| 4 | 25/10/2020 | Buja - Osoppo       | Francesca Baroni | Gaia Realini     | Sara Casasola     | Francesca Baroni  |
| 5 | 01/11/2020 | Gallipoli           | Gaia Realini     | Francesca Baroni | Alessia Bulleri   | Francesca Baroni  |
| 6 | 13/12/2020 | Ferentino           | Francesca Baroni | Gaia Realini     | Silvia Persico    | Francesca Baroni  |
| 7 | 06/01/2021 | Sant'Elpidio a Mare | Gaia Realini     | Francesca Baroni | Alessandra Grillo | Francesca Baroni  |

### Classement général[3]
| Pos. | Coureur           | Points |
| ---- | ----------------- | ------ |
| 1    | Francesca Baroni  | 194    |
| 2    | Gaia Realini      | 183    |
| 3    | Sara Casasola     | 117    |
| 4    | Alessia Bulleri   | 97     |
| 5    | Carlotta Borello  | 91     |
| 6    | Alessandra Grillo | 83     |
| 7    | Rebecca Gariboldi | 63     |
| 8    | Asia Zontone      | 56     |
| 9    | Alice Papo        | 48     |
| 10   | Nicole Fede       | 44     |